# كاني باغ
كاني باغ هي قرية في مقاطعة بيرانشهر، إيران. يقدر عدد سكانها بـ 295 نسمة بحسب إحصاء 2016.